# Corazón de Kaláshnikov
Corazón de Kaláshnikov (México, 2009 ) es la primera novela del periodista Alejandro Páez Varela. Forma parte de una trilogía en la que también se encuentran las novelas El reino de las moscas y Música para perros. La novela retrata la vida de la ciudad fronteriza Ciudad Juárez, abriendo paso a un debate sobre la cultura de la violencia y el narcotráfico en México.

## Contexto
La novela, junto con la trilogía está desarrollada principalmente en el norte de México, a finales de los años ochenta y principios de los noventa. Por lo tanto, trata de una época anterior a la guerra declarada contra el narcotráfico declarada;lo cual no impide que se traten en ellas historias de violencia, drogas y feminicidios, sin dejar de lado valores universales como el al mismo tiempo que el amor y la solidaridad.

## Argumento
Las tres historias independientes de esta novela, entrelazan a los personajes principales: Jessica, Violeta y Juanita. Jessica era una reportera que murió asesinada, el resto es ficción. Violeta fue la mujer de un narco y Juanita era la regenta de un burdel cuyo cuerpo fue disuelto en ácido, la identificaron por sus prótesis de silicón. “Son tres personajes durísimos, marcados por una ciudad muy cabrona que les demandó desgaste, pero eran mujeres con amor”, comenta el autor.

## Estilo y estructura
Corazón de Kaláshnikov, junto con las otras obras parte de esta trilogía, se caracteriza por ser breve y estar dividida en tres partes, cuyos títulos son nombres de personajes.
El eje del estilo narrativo se construye con un modelo biográfico, siendo como dice la académica Kristine Vanden Berghe "especies de colecciones de vidas", sus personajes son en la mayoría albañiles, sicarios, prostitutas, pastores evangélicos, esposas, policías, vendedoras, niños, indígenas tarahumaras, capos y padres y madres de familia que por su profesión o por casualidad se ven involucrados directa o indirectamente en actos violentos.